# Circonscription de Paterson
Pour les articles homonymes, voir Paterson.

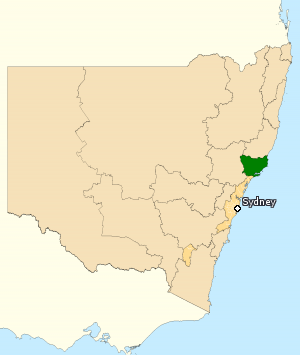
La circonscription de Paterson (en vert) au nord de Sydney en Nouvelle-Galles du Sud.

La circonscription de Paterson est une circonscription électorale australienne en Nouvelle-Galles du Sud. Elle est située juste au nord de Newcastle, en bordure de l'océan Pacifique. Elle s'étend de la vallée Hunter, au sud, à la Manning River au nord et à la cordillère australienne à l'ouest. Elle comprend les villes de Gloucester, Forster, Nelson Bay, Raymond Terrace et Paterson.
La circonscription de Paterson a été créée en 1949 et supprimée en 1984. Elle a été recréée au même endroit en 1992. Elle porte le nom de l'écrivain Banjo Paterson qui est aussi l'auteur des paroles de Waltzing Matilda

## Députés
| Nom                 | Parti             | Période de mandat |
| ------------------- | ----------------- | ----------------- |
| Allen Fairhall (en) | Libéral           | 1949–1969         |
| Frank O'Keefe (en)  | Country, National | 1969–1984         |
| Nom                 | Parti             | Période de mandat |
| Bob Horne (en)      | Travailliste      | 1993–1996         |
| Bob Baldwin (en)    | Libéral           | 1996–1998         |
| Bob Horne (en)      | Travailliste      | 1998–2001         |
| Bob Baldwin (en)    | Libéral           | 2001–en cours     |